# Aguinane
Aguinane  (in arabo اكينان‎?) è un centro abitato e comune rurale del Marocco situato nella provincia di Tata, regione di Souss-Massa. Conta una popolazione di 2 801 abitanti (censimento 2014).